# Pleasant Plains (Illinois)

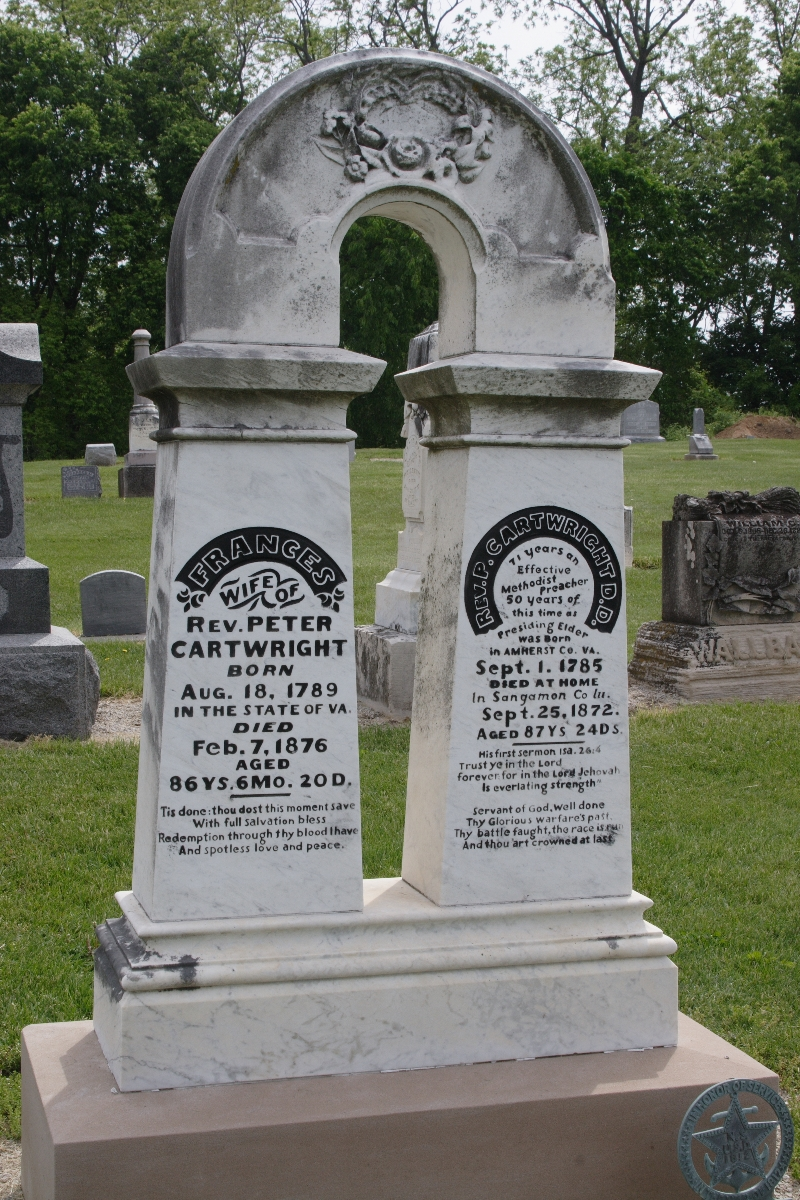
La pierre tombale de Peter Cartwright

Pour les articles homonymes, voir Pleasant Plains.
Le village de Pleasant Plains est situé dans le comté de Sangamon, dans l’État de l’Illinois, aux États-Unis. Sa population s’élevait à 802 habitants lors du recensement de 2010, estimée à 799 habitants en 2016.